# Manhattan Murder Mystery
Manhattan Murder Mystery é um filme estadunidense de 1993, uma comédia dirigida e protagonizada por Woody Allen. Nesta produção, Allen retoma sua antiga parceria com a ex-companheira Diane Keaton, com quem trabalhara anteriormente em vários filmes premiados e de sucesso. Co-escrito por Woody Allen e Marshall Brickman, foi inspirado, segundo o próprio Allen, na série policial The Thin Man.

## Sinopse
O editor de livros Lipton e sua esposa dona de casa Carol, ao saírem de um evento esportivo em Nova Iorque, encontram um casal de idosos que se identifica como sendo seus vizinhos, Paul e Lilian House. Eles são convidados e aceitam tomar um café no apartamento dos House, e ficam impressionados com a boa forma dos anfitriões, apesar da idade dos mesmos.
No dia seguinte, Lilian morre do que seria um ataque do coração, o que deixa Carol aturdida inclusive porque a mulher lhe fizera várias confidências mas não lhe falara que era cardíaca. Mais tarde, Carol e Lipton reencontram-se com Paul, e Carol desconfia dele, que não parece muito triste com a súbita viuvez. Carol arruma um pretexto e arrasta Lipton para uma nova visita ao apartamento dos House. Ela descobre uma urna funerária na cozinha, e deduz se tratar das cinzas de Lilian. Isso aumenta mais as suas suspeitas, pois na visita anterior Lilian lhe contara que ela e seu marido haviam comprado um túmulo em conjunto.
Incentivada pelo imaginativo Ted, dramaturgo e amigo do casal, Carol começa a investigar Paul, invadindo seu apartamento e seguindo-o pela cidade. Lipton acha que ela está louca e tenta de todas as formas dissuadi-la da investigação, mas acaba concordando que alguma coisa está errada, quando ele e Carol avistam a senhora Lilian viva e andando de ônibus pela cidade.

## Elenco principal
- Woody Allen…Larry Lipton
- Diane Keaton…Carol
- Alan Alda…Ted
- Jerry Adler…Paul House
- Lynn Cohen…Lilian House
- Anjelica Huston…Marcia Fox

## Premiação
- BAFTA: Melhor atriz coadjuvante (Anjelica Huston)
- César: Melhor filme estrangeiro
- Globo de Ouro: Melhor atriz de comédia (Diane Keaton)